# Liste des monuments historiques de Roubaix
Ce tableau présente la liste de tous les monuments historiques classés ou inscrits dans la ville de Roubaix, Nord, en France.

## Liste
| Monument                                                               | Adresse                                                | Coordonnées                      | Notice         | Protection     | Date      | Illustration                                                           |
| ---------------------------------------------------------------------- | ------------------------------------------------------ | -------------------------------- | -------------- | -------------- | --------- | ---------------------------------------------------------------------- |
| Bâtiment du conditionnement                                            | 14 place Faidherbe 2 boulevard Beaurepaire Rue Monge   | 50° 41′ 28″ nord, 3° 11′ 19″ est | « PA59000015 » | Inscrit        | 1998      | Bâtiment du conditionnement                                            |
| Hospice Barbieux                                                       | 30-35 rue de Barbieux                                  | 50° 40′ 51″ nord, 3° 10′ 15″ est | « PA59000013 » | Inscrit        | 1998      | Hospice Barbieux                                                       |
| Courées Dubar et Dekien                                                | 42-44 rue Jean-Moulin 13 rue Chanzy                    | 50° 41′ 12″ nord, 3° 10′ 31″ est | « PA59000018 » | Inscrit        | 1998      | Image manquante Téléverser                                             |
| Couvent des Clarisses                                                  | 2 rue de Wasquehal Allée des Clarisses                 | 50° 41′ 17″ nord, 3° 09′ 25″ est | « PA59000169 » | Inscrit        | 2010      | Couvent des Clarisses                                                  |
| École nationale supérieure des arts et industries textiles             | Place des Martyrs-de-la-Résistance 1 rue de l'Ermitage | 50° 41′ 40″ nord, 3° 10′ 05″ est | « PA00107907 » | Inscrit        | 1989      | École nationale supérieure des arts et industries textiles             |
| Église Notre-Dame                                                      | Place Notre-Dame                                       | 50° 41′ 41″ nord, 3° 10′ 14″ est | « PA00107789 » | Inscrit        | 1983      | Église Notre-Dame                                                      |
| Église Sainte-Élisabeth                                                | 115 rue de Lannoy                                      | 50° 41′ 16″ nord, 3° 11′ 04″ est | « PA59000187 » | Inscrit        | 2014      | Église Sainte-Élisabeth                                                |
| Église Saint-Jean-Baptiste                                             | 4 rue Nicolas Poussin                                  | 50° 41′ 16″ nord, 3° 11′ 04″ est | « PA59000188 » | Inscrit        | 2014      | Église Saint-Jean-Baptiste                                             |
| Église Saint-Joseph                                                    | Rue de France                                          | 50° 42′ 10″ nord, 3° 10′ 01″ est | « PA00107928 » | Inscrit Classé | 1992 1993 | Église Saint-Joseph                                                    |
| Église Saint-Martin                                                    | Grand Place Contour Saint-Martin                       | 50° 41′ 31″ nord, 3° 10′ 27″ est | « PA59000153 » | Inscrit        | 2009      | Église Saint-Martin                                                    |
| Hôtel Auguste-Lepoutre                                                 | 301 avenue des Nations-Unies                           | 50° 41′ 38″ nord, 3° 10′ 35″ est | « PA59000042 » | Inscrit        | 1999      | Hôtel Auguste-Lepoutre                                                 |
| Hôtel Motte-Lagache                                                    | 64 boulevard du Général-de-Gaulle                      | 50° 41′ 03″ nord, 3° 10′ 13″ est | « PA59000031 » | Inscrit        | 1998      | Hôtel Motte-Lagache                                                    |
| Hôtel particulier (56, boulevard du Général de Gaulle, Roubaix)        | 56 boulevard du Général-de-Gaulle                      | 50° 41′ 04″ nord, 3° 10′ 15″ est | « PA59000028 » | Inscrit        | 1998      | Hôtel particulier (56, boulevard du Général de Gaulle, Roubaix)        |
| Hôtel particulier (58, boulevard du Général-de-Gaulle, Roubaix)        | 58 boulevard du Général-de-Gaulle                      | 50° 41′ 04″ nord, 3° 10′ 15″ est | « PA59000029 » | Inscrit        | 1998      | Hôtel particulier (58, boulevard du Général-de-Gaulle, Roubaix)        |
| Hôtel particulier (62, boulevard du Général de Gaulle, Roubaix)        | 62 boulevard du Général-de-Gaulle                      | 50° 41′ 03″ nord, 3° 10′ 15″ est | « PA59000030 » | Inscrit        | 1998      | Hôtel particulier (62, boulevard du Général de Gaulle, Roubaix)        |
| Hôtel particulier (66, boulevard du Général-de-Gaulle, Roubaix)        | 66 boulevard du Général-de-Gaulle                      | 50° 41′ 02″ nord, 3° 10′ 13″ est | « PA59000032 » | Inscrit        | 1998      | Hôtel particulier (66, boulevard du Général-de-Gaulle, Roubaix)        |
| Hôtel particulier (70, boulevard du Général-de-Gaulle, Roubaix)        | 70 boulevard du Général-de-Gaulle                      | 50° 41′ 02″ nord, 3° 10′ 13″ est | « PA59000033 » | Inscrit        | 1998      | Hôtel particulier (70, boulevard du Général-de-Gaulle, Roubaix)        |
| Hôtel particulier (72, boulevard du Général-de-Gaulle, Roubaix)        | 72 boulevard du Général-de-Gaulle                      | 50° 41′ 01″ nord, 3° 10′ 12″ est | « PA59000034 » | Inscrit        | 1998      | Hôtel particulier (72, boulevard du Général-de-Gaulle, Roubaix)        |
| Hôtel particulier (76, boulevard du Général-de-Gaulle, Roubaix)        | 76 boulevard du Général-de-Gaulle                      | 50° 41′ 01″ nord, 3° 10′ 12″ est | « PA59000035 » | Inscrit        | 1998      | Hôtel particulier (76, boulevard du Général-de-Gaulle, Roubaix)        |
| Hôtel particulier (78-78 bis, boulevard du Général-de-Gaulle, Roubaix) | 78, 78 bis boulevard du Général-de-Gaulle              | 50° 41′ 00″ nord, 3° 10′ 11″ est | « PA59000036 » | Inscrit        | 1998      | Hôtel particulier (78-78 bis, boulevard du Général-de-Gaulle, Roubaix) |
| Hôtel particulier (84, boulevard du Général-de-Gaulle, Roubaix)        | 84 boulevard du Général-de-Gaulle                      | 50° 40′ 59″ nord, 3° 10′ 10″ est | « PA59000037 » | Inscrit        | 1998      | Hôtel particulier (84, boulevard du Général-de-Gaulle, Roubaix)        |
| Hôtel particulier (86, boulevard du Général-de-Gaulle, Roubaix)        | 86 boulevard du Général-de-Gaulle                      | 50° 40′ 59″ nord, 3° 10′ 09″ est | « PA59000038 » | Inscrit        | 1998      | Hôtel particulier (86, boulevard du Général-de-Gaulle, Roubaix)        |
| Hôtel Prouvost                                                         | 19 rue du Grand-Chemin 6 rue Rémy-Cogghe               | 50° 41′ 29″ nord, 3° 10′ 06″ est | « PA59000027 » | Inscrit        | 1998      | Image manquante Téléverser                                             |
| Hôtel de ville                                                         | Grand Place                                            | 50° 41′ 28″ nord, 3° 10′ 26″ est | « PA59000020 » | Inscrit        | 1998      | Hôtel de ville                                                         |
| Maison                                                                 | 42 avenue Anatole-France                               | 50° 40′ 39″ nord, 3° 10′ 15″ est | « PA59000193 » | Inscrit        | 2015      | Maison                                                                 |
| Maison Dervaux                                                         | 16 boulevard du Général-Leclerc                        | 50° 41′ 16″ nord, 3° 10′ 32″ est | « PA00107790 » | Inscrit        | 1975      | Maison Dervaux                                                         |
| Maison                                                                 | 250 rue de Lille                                       | 50° 41′ 00″ nord, 3° 09′ 44″ est | « PA59000024 » | Inscrit        | 1998      | Maison                                                                 |
| Maison                                                                 | 28 rue du Maréchal-Foch                                | 50° 41′ 25″ nord, 3° 10′ 25″ est | « PA59000025 » | Inscrit        | 1998      | Maison                                                                 |
| Maison                                                                 | 9 rue Parmentier                                       | 50° 41′ 49″ nord, 3° 11′ 04″ est | « PA59000021 » | Inscrit        | 1998      | Maison                                                                 |
| Maison                                                                 | 11 rue Vauban                                          | 50° 41′ 02″ nord, 3° 09′ 55″ est | « PA59000019 » | Inscrit        | 1998      | Image manquante Téléverser                                             |
| Maison de Pierre Neveux                                                | 40 rue Anatole-France                                  | 50° 40′ 40″ nord, 3° 10′ 15″ est | « PA59000023 » | Inscrit        | 1998      | Maison de Pierre Neveux                                                |
| Maison de Rémy Cogghe                                                  | 22 rue Rémy-Cogghe                                     | 50° 41′ 24″ nord, 3° 09′ 58″ est | « PA59000022 » | Inscrit        | 1998      | Maison de Rémy Cogghe                                                  |
| Palais de justice                                                      | 45 rue du Grand-Chemin Rue Rémy-Cogghe                 | 50° 41′ 30″ nord, 3° 09′ 58″ est | « PA59000026 » | Inscrit        | 1998      | Palais de justice                                                      |
| Réservoirs à eau du Huchon                                             | 6, 6bis, 6ter boulevard Lacordaire                     | 50° 40′ 44″ nord, 3° 10′ 15″ est | « PA59000014 » | Inscrit        | 1998      | Réservoirs à eau du Huchon                                             |
| Salle de gymnastique La Roubaisienne                                   | 5 rue Chanzy                                           | 50° 41′ 11″ nord, 3° 10′ 27″ est | « PA59000011 » | Inscrit        | 1997      | Salle de gymnastique La Roubaisienne                                   |
| Teinturerie Millecamps                                                 | 8 rue Philippe-Lebon Rue de Courtrai                   | 50° 41′ 59″ nord, 3° 10′ 39″ est | « PA59000017 » | Inscrit        | 1998      | Teinturerie Millecamps                                                 |
| Temple protestant                                                      | 27-31 rue des Arts                                     | 50° 41′ 13″ nord, 3° 10′ 04″ est | « PA59000174 » | Inscrit        | 2011      | Temple protestant                                                      |
| Usine Delattre                                                         | Rue du Curoir 7-9 rue du Nord Rue de Sébastopol        | 50° 41′ 21″ nord, 3° 10′ 17″ est | « PA59000016 » | Inscrit        | 1998      | Usine Delattre                                                         |
| Usine Motte-Bossut                                                     | 78 boulevard du Général-Leclerc Rue de la Tuilerie     | 50° 41′ 23″ nord, 3° 10′ 42″ est | « PA00107791 » | Inscrit        | 1978      | Usine Motte-Bossut                                                     |